# 김경득
김경득(金敬得, 1949년~2005년 12월 28일)은 대한민국의 변호사이다. 재일 한국인이며, 1979년에 대한민국 국적 최초의 일본 변호사가 되었다.

## 생애
도금직공의 차남으로 와카야마시에서 태어났다. 공립초등학교와 중학교, 고등학교에선 일본인으로 살아왔으며 한국인이라는 것을 숨기며 살아왔다. 1972년에 와세다 대학교 법학부를 졸업했지만 한국 국적을 가지고 있어서 일본의 일부 기업으로부터 취직이 거부되면서 민족의식에 눈을 뜨기 시작했고, 본명인 김경득을 사용하기 시작했다. 아르바이트를 시작하면서 법률공부를 하면서, 1976년에 사법시험에 최종 합격했다.
그러나 일본 국적을 취득하지 않으면 사법 연수원에 들어갈 수 없다는 조항을 알게되면서 변호사 자격의 국적 조항을 철폐할 수 있도록 운동했다. 6번에 걸친 최고재판소에 의견서를 제출한 결과, 1977년에 요구가 인정되었고 외국인으로선 최초의 사법연수생이 되었다.

## 같이 보기
- 재일 한국인 목록